# マンドサウル

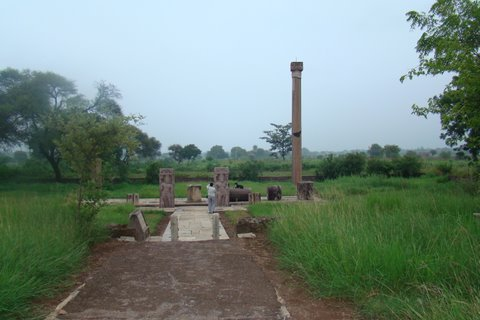
ヤショーダルマンの勝利の塔

マンドサウル（ヒンディー語：मंदसौर、英語：Mandsaur）は、インドのマディヤ・プラデーシュ州、マンドサウル県の都市。ダシュプル（Dashpur）とも呼ばれる。

## 歴史

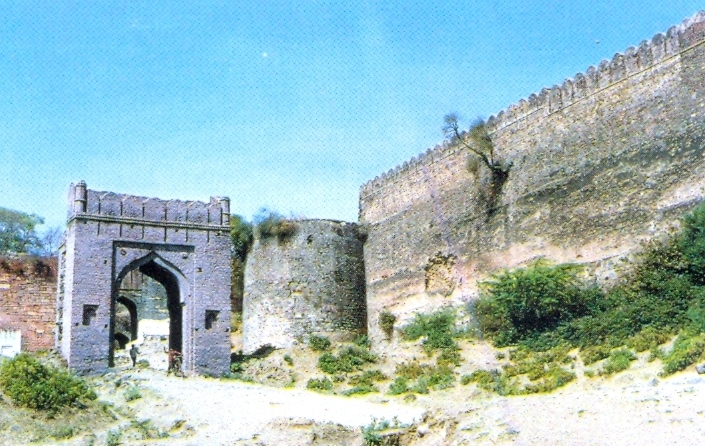
マンドサウル城

528年、マールワー地方を支配していた王ヤショーダルマンにより、勝利の塔が建設された。
1733年、ムガル帝国の武将ジャイ・シング2世がマンドサウルを攻撃したが、マラーターに撃退された。
1818年、第三次マラーター戦争中、ホールカル家とイギリス軍がマヒドプルの戦いで激突し、敗北したホールカル家はこの地で軍事保護条約マンドサウル条約を締結した。

## 人口
2001年の人口統計では、116,483人。